# Хронологія світових рекордів з плавання на дистанції 200 метрів вільним стилем

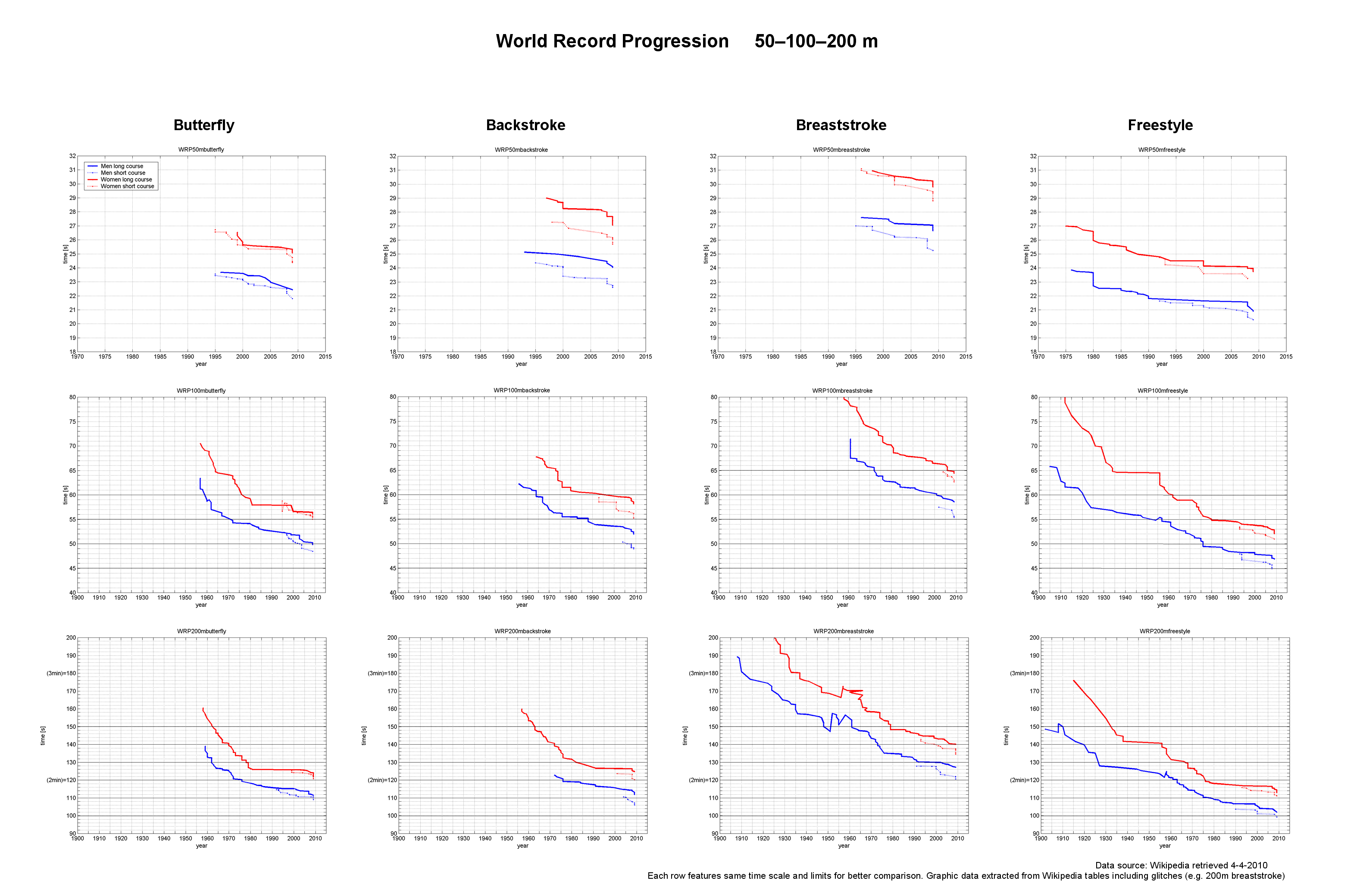
Графіки встановлення світових рекордів з плавання серед чоловіків та жінок на дистанціях 50 м-100 м-200 м на довгій та короткій воді батерфляєм, на спині, брасом і вільним стилем

У цій статті подано хронологію світових рекордів з плавання на дистанції 200 метрів вільним стилем на довгій (50 м) та короткій воді (25 м). Ці рекорди реєструє/визнає Міжнародна федерація плавання, яка наглядає за міжнародними змаганнями з водних видів спорту. Рекорди на довгій воді історично старіші, ніж на короткій, що їх офіційно реєструють від початку 1990-х років.
Різке поліпшення світових рекордів у 2008/2009 роках збіглося в часі з запровадженням поліуретанових плавальних костюмів фірм Speedo (LZR, 50% поліуретану) 2008 року та Arena (X-Glide), Adidas (Hydrofoil), Jaked (всі зі 100% поліуретану) 2009 року. У січні 2010 FINA заборонила плавальні костюми зроблені з будь-якого матеріалу окрім текстилю. Крім того, FINA опублікувала список дозволених плавальних костюмів.

## Чоловіки

### На довгій воді
| #   | Час     | Плавець                    | Дата              | Змагання                                                                     | Місце                                                       |             |
| --- | ------- | -------------------------- | ----------------- | ---------------------------------------------------------------------------- | ----------------------------------------------------------- | ----------- |
| 0   | 2:28.6  | Фредді Лейн                | 18 серпня 1902    | ?                                                                            | Weston-super-Mare (Велика Британія)                         | [ 2 ]       |
| 0   | 2:26.8  | Золтан Халмаї              | 28 червня 1908    | ?                                                                            | Будапешт (Угорщина)                                         | ?           |
| 1   | 2:31.6  | Отто Шефф                  | 11 листопада 1908 | ?                                                                            | Відень (Австрія)                                            | ?           |
| 2   | 2:30.0  | Френк Борепер              | 9 вересня 1910    | ?                                                                            | Ексетер (Велика Британія)                                   | ?           |
| 3   | 2:25.4  | Чарлз Деніелс              | 28 березня 1911   | ?                                                                            | Піттсбург (США)                                             | ?           |
| 4   | 2:21.6  | Норман Росс                | 24 листопада 1916 | ?                                                                            | Сан-Франциско (США)                                         | ?           |
| 5   | 2:19.8  | Тедфорд Канн               | 10 квітня 1920    | ?                                                                            | Детройт (США)                                               | ?           |
| 6   | 2:15.6  | Джонні Вайссмюллер         | 26 травня 1922    | ?                                                                            | Гонолулу (США)                                              | ?           |
| 7   | 2:15.2  | Джонні Вайссмюллер         | 9 грудня 1925     | ?                                                                            | Маккіспорт (Пенсільванія) (США)                             | ?           |
| 8   | 2:08.0  | Джонні Вайссмюллер         | 5 квітня 1927     | ?                                                                            | Анн-Арбор (США)                                             | ?           |
| 9   | 2:07.2  | Джек Медіка                | 12 квітня 1935    | ?                                                                            | Чикаго (США)                                                | ?           |
| 10  | 2:06.2  | Білл Сміт                  | 12 лютого 1944    | ?                                                                            | Колумбус (Огайо) (США)                                      | ?           |
| 11  | 2:05.4  | Александр Жані             | 20 вересня 1946   | ?                                                                            | Марсель (Франція)                                           | ?           |
| 12  | 2:04.6  | Джон Маршалл               | 31 березня 1950   | Єль (?)                                                                      | Нью-Гейвен (Коннектикут) (США)                              | ?           |
| 13  | 2:03.9  | Форд Конно                 | 27 лютого 1954    | ?                                                                            | Колумбус (Огайо) (США)                                      | ?           |
| 14  | 2:03.4  | Джек Вордроп               | 4 березня 1955    | ?                                                                            | Колумбус (Огайо) (США)                                      | ?           |
| 15  | 2:01.5  | Дік Генлі                  | 8 березня 1957    | ?                                                                            | Міннеаполіс (США)                                           | ?           |
| 16  | 2:04.8  | Джон Конрадс               | 18 січня 1958     | ?                                                                            | Сідней (Австралія)                                          | ?           |
| 17  | 2:03.2  | Джон Конрадс               | 5 травня 1958     | ?                                                                            | Сідней (Австралія)                                          | ?           |
| 18  | 2:03.0  | Яманака Цуйосі             | 22 серпня 1958    | ?                                                                            | Осака (Японія)                                              | ?           |
| 19  | 2:02.2  | Джон Конрадс               | 16 січня 1959     | ?                                                                            | Сідней (Австралія)                                          | ?           |
| 20  | 2:01.5  | Яманака Цуйосі             | 26 липня 1959     | ?                                                                            | Осака (Японія)                                              | ?           |
| 21  | 2:01.2  | Яманака Цуйосі             | 24 червня 1961    | ?                                                                            | Осака (Японія)                                              | ?           |
| 22  | 2:01.1  | Яманака Цуйосі             | 6 серпня 1961     | ?                                                                            | Токіо (Японія)                                              | ?           |
| 23  | 2:00.4  | Яманака Цуйосі             | 20 серпня 1961    | Men's National Outdoor Swimming Championships                                | Лос-Анджелес (США)                                          | ?           |
| 23= | 2:00.4  | Дон Сколландер             | 11 серпня 1962    | Men's National Outdoor Swimming Championships                                | Каягога-Фолс (Огайо) (США)                                  | ?           |
| 24  | 2:00.3  | Боб Віндл                  | 21 квітня 1963    | ?                                                                            | Токіо (Японія)                                              | ?           |
| 25  | 1:58.8  | Дон Сколландер             | 27 липня 1963     | 5th Annual Los Angeles Invitiational                                         | Лос-Анджелес (США)                                          | [ 3 ]       |
| 26  | 1:58.5  | Дон Сколландер             | 17 серпня 1963    | 6th US-Japan swimming and diving meet                                        | Токіо (Японія)                                              | [ 4 ]       |
| 27  | 1:58.4  | Дон Сколландер             | 24 серпня 1963    | ?                                                                            | Осака (Японія)                                              | ?           |
| 28  | 1:58.2  | Ганс-Йоахім Кляйн          | 24 травня 1964    | ?                                                                            | Дортмунд, Федеративна Республіка Німеччина (1949—1990)      | ?           |
| 29  | 1:57.6  | Дон Сколландер             | 1 серпня 1964     | ?                                                                            | Лос-Алтос (США)                                             | ?           |
| 30  | 1:57.2  | Дон Сколландер             | 29 липня 1966     |                                                                              | Лос-Анджелес (США)                                          | link        |
| 31  | 1:56.2  | Дон Сколландер             | 19 серпня 1966    | ?                                                                            | Лінкольн (Небраска) (США)                                   | ?           |
| 32  | 1:56.0  | Дон Сколландер             | 29 липня 1967     | Панамериканські ігри                                                         | Вінніпег (Канада)                                           | ?           |
| 33  | 1:55.7  | Дон Сколландер             | 12 серпня 1967    | AAU Nationals                                                                | Оук-Парк (Іллінойс) (США)                                   | ?           |
| 34  | 1:54.8  | Дон Сколландер             | 30 серпня 1968    | Відбіркові змагання до олімпійської збірної США (елек. 1:54.89)              | Лонг-Біч (США)                                              | ?           |
| 35  | 1:54.3  | Дон Сколландер             | 30 серпня 1968    | Відбіркові змагання до олімпійської збірної США (елек. 1:54.28)              | Лонг-Біч (США)                                              | ?           |
| 35= | 1:54.3  | Марк Шпіц                  | 12 липня 1969     | Santa Clara Invitational                                                     | Санта-Клара (Каліфорнія) (США)                              | [ 6 ] [ 7 ] |
| 36  | 1:54.2  | Марк Шпіц                  | 4 вересня 1971    | USAvGDR Duel                                                                 | Лейпциг, НДР                                                | ?           |
| 37  | 1:53.5  | Марк Шпіц                  | 10 вересня 1971   | USAvUSSRvGBR Meet (1st leg relay)                                            | Мінськ, Білоруська Радянська Соціалістична Республіка, СРСР | ?           |
| 38  | 1:52.78 | Марк Шпіц                  | 29 серпня 1972    | Літні Олімпійські ігри 1972                                                  | Мюнхен, Федеративна Республіка Німеччина (1949—1990)        | ?           |
| 39  | 1:51.66 | Тім Шоу                    | 23 серпня 1974    | AAU Senior National Outdoor Swimming Championships                           | Конкорд (Каліфорнія) (США)                                  | ?           |
| 40  | 1:51.41 | Брюс Фернісс               | 18 червня 1975    | Відбіркові змагання до збірної США на чемпіонат світу                        | Лонг-Біч (США)                                              | ?           |
| 41  | 1:50.89 | Брюс Фернісс               | 18 червня 1975    | Відбіркові змагання до збірної США на чемпіонат світу                        | Лонг-Біч (США)                                              | ?           |
| 42  | 1:50.32 | Брюс Фернісс               | 21 серпня 1975    | AAU Senior National Outdoor Swimming Championships                           | Канзас-Сіті (Міссурі) (США)                                 | ?           |
| 43  | 1:50.29 | Брюс Фернісс               | 19 липня 1976     | Літні Олімпійські ігри 1976                                                  | Монреаль (Канада)                                           | ?           |
| 44  | 1:49.83 | Копляков Сергій Вікторович | 7 квітня 1979     | URSvGDR Junior meet                                                          | Потсдам, НДР                                                | ?           |
| 45  | 1:49.16 | Роуді Ґейнс                | 11 квітня 1980    | AAU Senior National Indoor Championships                                     | Остін (Техас) (США)                                         | ?           |
| 46  | 1:48.93 | Роуді Ґейнс                | 19 липня 1982     | Відбіркові змагання до збірної США на чемпіонат світу                        | Мішн-В'єхо (США)                                            | ?           |
| 47  | 1:48.28 | Міхаель Ґрос               | 21 червня 1983    | FRG Nationals & European Championship Trials                                 | Ганновер, Федеративна Республіка Німеччина (1949—1990)      | ?           |
| 48  | 1:47.87 | Міхаель Ґрос               | 22 серпня 1983    | Чемпіонат Європи з плавання                                                  | Рим (Італія)                                                | ?           |
| 49  | 1:47.55 | Міхаель Ґрос               | 8 червня 1984     | Відбіркові змагання до олімпійської збірної ФРН                              | Мюнхен, Федеративна Республіка Німеччина (1949—1990)        | ?           |
| 50  | 1:47.44 | Міхаель Ґрос               | 29 липня 1984     | Літні Олімпійські ігри 1984                                                  | Лос-Анджелес (США)                                          | ?           |
| 51  | 1:47.25 | Данкан Армстронґ           | 19 вересня 1988   | Літні Олімпійські ігри 1988                                                  | Сеул, Південна Корея                                        | ?           |
| 52  | 1:46.69 | Джорджо Ламберті           | 15 серпня 1989    | Чемпіонат Європи з плавання                                                  | Бонн, Федеративна Республіка Німеччина (1949—1990)          | ?           |
| 53  | 1:46.67 | Ґрант Гаккетт              | 23 березня 1999   | Чемпіонат Австралії (1-й етап естафети)                                      | Брисбен (Австралія)                                         | ?           |
| 54  | 1:46.34 | Ян Торп                    | 23 серпня 1999    | Пантихоокеанський чемпіонат 1999                                             | Сідней (Австралія)                                          | ?           |
| 55  | 1:46.00 | Ян Торп                    | 24 серпня 1999    | Пантихоокеанський чемпіонат 1999                                             | Сідней (Австралія)                                          | ?           |
| 56  | 1:45.69 | Ян Торп                    | 14 травня 2000    | Відбіркові змагання до олімпійської збірної Австралії 2000                   | Сідней (Австралія)                                          | ?           |
| 57  | 1:45.51 | Ян Торп                    | 15 травня 2000    | Відбіркові змагання до олімпійської збірної Австралії 2000                   | Сідней (Австралія)                                          | link        |
| 58  | 1:45.35 | Пітер ван ден Гогенбанд    | 17 вересня 2000   | Літні Олімпійські ігри 2000                                                  | Сідней (Австралія)                                          |             |
| 58= | 1:45.35 | Пітер ван ден Гогенбанд    | 18 вересня 2000   | Літні Олімпійські ігри 2000                                                  | Сідней (Австралія)                                          | link        |
| 59  | 1:44.69 | Ян Торп                    | 27 березня 2001   | Чемпіонат Австралії 2001 і відбіркові змагання до збірної на чемпіонат світу | Гобарт (Австралія)                                          | link        |
| 60  | 1:44.06 | Ян Торп                    | 25 липня 2001     | Чемпіонат світу з водних видів спорту 2001                                   | Фукуока (Японія)                                            | ?           |
| 61  | 1:43.86 | Майкл Фелпс                | 27 березня 2007   | Чемпіонат світу з водних видів спорту 2007                                   | Мельбурн (Австралія)                                        | link        |
| 62  | 1:42.96 | Майкл Фелпс                | 12 серпня 2008    | літні Олімпійські ігри 2008                                                  | Пекін (Китай)                                               | link        |
| 63  | 1:42.00 | Пауль Бідерманн            | 28 липня 2009     | Чемпіонат світу з водних видів спорту 2009                                   | Рим (Італія)                                                | link        |

### На короткій воді
| # | Час     | Плавець          | Дата              | Змагання                         | Місце                                    |        |   |
| - | ------- | ---------------- | ----------------- | -------------------------------- | ---------------------------------------- | ------ | - |
| 1 | 1:44.50 | Міхаель Ґрос     | 1 грудня 1981     | German Nationals                 | Бремен, Німеччина                        | ?      |   |
| 2 | 1:44.14 | Міхаель Ґрос     | 5 лютого 1988     | Coca-Cola Sponsored Meet         | Булонь-Біянкур, Франція                  | ?      |   |
| 3 | 1:43.64 | Джорджо Ламберті | 11 лютого 1990    | Кубок світу                      | Бонн, Німеччина                          | ?      |   |
| 4 | 1:43.28 | Ян Торп          | 1 квітня 1999     | Чемпіонат світу на короткій воді | Гонконг, Китай                           | ?      |   |
| 5 | 1:42.54 | Ян Торп          | 17 січня 2000     | Кубок світу                      | Сідней, Новий Південний Уельс, Австралія | ?      |   |
| 6 | 1:41.10 | Ян Торп          | 6 лютого 2000     | Кубок світу                      | Берлін, Німеччина                        | ?      |   |
| 7 | 1:40.83 | Пауль Бідерманн  | 16 листопада 2008 | Кубок світу                      | Берлін, Німеччина                        | ?      |   |
| 8 | 1:39.37 | Пауль Бідерманн  | 15 листопада 2009 | Кубок світу                      | Берлін, Німеччина                        | [ 11 ] | ? |
| 9 | 1:38.91 | Люк Хобсон       | 13 грудня 2024    | Чемпіонат світу                  | Будапешт, Угорщина                       |        | ? |
| 9 | 1:38.61 | Люк Хобсон       | 15 грудня 2024    | Чемпіонат світу                  | Будапешт, Угорщина                       |        |   |

## Жінки

### На довгій воді
| #   | Час     | Плавчиня              | Дата              | Змагання                                                        | Місце                                                         |        |
| --- | ------- | --------------------- | ----------------- | --------------------------------------------------------------- | ------------------------------------------------------------- | ------ |
| 1   | 2:56.0  | Фанні Дюрек           | 4 березня 1915    | ?                                                               | Сідней, Новий Південний Уельс (Австралія)                     | ?      |
| 2   | 2:47.6  | Шарлотт Бойл          | 25 серпня 1921    | ?                                                               | Нью-Брайтон (Міннесота) (США)                                 | ?      |
| 3   | 2:45.2  | Ґертруда Едерле       | 4 квітня 1923     | ?                                                               | Бруклін, Нью-Йорк (США)                                       | ?      |
| 4   | 2:40.6  | Марта Нореліус        | 28 лютого 1926    | ?                                                               | Маямі (США)                                                   | ?      |
| 5   | 2:34.6  | Гелен Медісон         | 6 березня 1930    | ?                                                               | Сент-Огастін (Флорида) (США)                                  | ?      |
| 6   | 2:28.6  | Віллі ден Ауден       | 3 травня 1933     | ?                                                               | Роттердам, Південна Голландія (Нідерланди)                    | ?      |
| 7   | 2:27.6  | Віллі ден Ауден       | 5 травня 1934     | ?                                                               | Данді (Велика Британія)                                       | ?      |
| 8   | 2:25.3  | Віллі ден Ауден       | 8 вересня 1935    | ?                                                               | Копенгаген (Данія)                                            | ?      |
| 9   | 2:24.6  | Рі ван Вен            | 26 лютого 1938    | ?                                                               | Роттердам, Південна Голландія (Нідерланди)                    | ?      |
| 10  | 2:21.7  | Раґнгільд Гвеґер      | 11 вересня 1938   | ?                                                               | Орхус, Aarhus County (Данія)                                  | ?      |
| 11  | 2:20.7  | Дон Фрейзер           | 25 лютого 1956    | ?                                                               | Сідней, Новий Південний Уельс (Австралія)                     | ?      |
| 12  | 2:19.3  | Лоррейн Крепп         | 25 серпня 1956    | ?                                                               | Таунсвілл, Квінсленд (Австралія)                              | ?      |
| 13  | 2:18.5  | Лоррейн Крепп         | 20 жовтня 1956    | ?                                                               | Сідней, Новий Південний Уельс (Австралія)                     | ?      |
| 14  | 2:17.7  | Дон Фрейзер           | 10 лютого 1958    | ?                                                               | Аделаїда, Південна Австралія (Австралія)                      | ?      |
| 15  | 2:14.7  | Дон Фрейзер           | 22 лютого 1958    | ?                                                               | Мельбурн (Австралія)                                          | ?      |
| 16  | 2:11.6  | Дон Фрейзер           | 27 лютого 1960    | ?                                                               | Сідней, Новий Південний Уельс (Австралія)                     | ?      |
| 17  | 2:10.5  | Лілліан Вотсон        | 19 серпня 1966    | ?                                                               | Лінкольн (Небраска) (США)                                     | ?      |
| 18  | 2:09.7  | Пем Крюз              | 19 серпня 1967    | AAU Nationals                                                   | Філадельфія (США)                                             | ?      |
| 19  | 2:09.5  | Сьюзен Педерсен       | 6 липня 1968      | Santa Clara Invitational                                        | Санта-Клара (Каліфорнія) (США)                                | ?      |
| 20  | 2:08.8  | Едіт Ветзел           | 2 серпня 1968     | AAU Nationals                                                   | Лінкольн (Небраска) (США)                                     | ?      |
| 21  | 2:07.9  | Лінда Ґуставсон       | 24 серпня 1968    | Відбіркові змагання до олімпійської збірної США                 | Лос-Анджелес (США)                                            | [ 14 ] |
| 22  | 2:06.7  | Деббі Меєр            | 24 серпня 1968    | Відбіркові змагання до олімпійської збірної США (елек. 2:06.86) | Лос-Анджелес (США)                                            | [ 14 ] |
| 23  | 2:06.5  | Шейн Ґоулд            | 1 травня 1971     | Coca-Cola International                                         | Лондон (Велика Британія)                                      | ?      |
| 24  | 2:05.8  | Шейн Ґоулд            | 26 листопада 1971 | ?                                                               | Сідней, Новий Південний Уельс (Австралія)                     | ?      |
| 25  | 2:05.21 | Ширлі Бабашофф        | 4 серпня 1972     | Відбіркові змагання до олімпійської збірної США                 | Чикаго, Іллінойс (США)                                        | ?      |
| 26  | 2:03.56 | Шейн Ґоулд            | 1 вересня 1972    | Літні Олімпійські ігри 1972                                     | Мюнхен, Баварія, Федеративна Республіка Німеччина (1949—1990) | ?      |
| 27  | 2:03.22 | Корнелія Ендер        | 22 серпня 1974    | Чемпіонат Європи 1974                                           | Відень (Австрія)                                              | ?      |
| 28  | 2:02.94 | Ширлі Бабашофф        | 23 серпня 1974    | AAU Senior National Outdoor Championships                       | Конкорд (Каліфорнія) (США)                                    | ?      |
| 28= | 2:02.94 | Ширлі Бабашофф        | 31 серпня 1974    | USAvGDR Dual Meet                                               | Конкорд (Каліфорнія) (США)                                    | ?      |
| 29  | 2:02.27 | Корнелія Ендер        | 15 березня 1975   | GDRvURS Duel                                                    | Дрезден, Dresden, НДР                                         | ?      |
| 30  | 1:59.78 | Корнелія Ендер        | 2 червня 1976     | GDR Olympic Trials                                              | Східний Берлін, НДР                                           | ?      |
| 31  | 1:59.26 | Корнелія Ендер        | 22 липня 1976     | Літні Олімпійські ігри 1976                                     | Монреаль (Канада)                                             | ?      |
| 32  | 1:59.04 | Барбара Краузе        | 2 липня 1978      | GDR Nationals & World Championship Trials                       | Східний Берлін, НДР                                           | ?      |
| 33  | 1:58.53 | Сінтія Вудгед         | 22 серпня 1978    | Чемпіонат світу 1978                                            | Західний Берлін                                               | ?      |
| 34  | 1:58.43 | Сінтія Вудгед         | 3 липня 1979      | Панамериканські ігри                                            | Сан-Хуан                                                      | ?      |
| 35  | 1:58.23 | Сінтія Вудгед         | 3 вересня 1979    | Кубок світу з плавання                                          | Токіо (Японія)                                                | ?      |
| 36  | 1:57.75 | Крістін Отто          | 23 травня 1984    | GDR Nationals                                                   | Магдебург, Magdeburg, НДР                                     | ?      |
| 37  | 1:57.55 | Гайке Фрідріх         | 18 червня 1986    | GDR Nationals & World Championship Trials                       | Східний Берлін, НДР                                           | ?      |
| 38  | 1:56.78 | Францишка ван Альмсік | 6 вересня 1994    | Чемпіонат світу 1994                                            | Рим, Лаціо (Італія)                                           | ?      |
| 39  | 1:56.64 | Францишка ван Альмсік | 3 серпня 2002     | Чемпіонат Європи 2002                                           | Берлін (Німеччина)                                            | ?      |
| 40  | 1:56.47 | Федеріка Пеллегріні   | 27 березня 2007   | Чемпіонат світу 2007                                            | Мельбурн (Австралія)                                          | [ 9 ]  |
| 41  | 1:55.52 | Лор Маноду            | 28 березня 2007   | Чемпіонат світу 2007                                            | Мельбурн (Австралія)                                          | [ 15 ] |
| 42  | 1:55.45 | Федеріка Пеллегріні   | 11 серпня 2008    | Літні Олімпійські ігри 2008                                     | Пекін (Китай)                                                 |        |
| 43  | 1:54.82 | Федеріка Пеллегріні   | 13 серпня 2008    | Літні Олімпійські ігри 2008                                     | Пекін (Китай)                                                 |        |
| 44  | 1:54.47 | Федеріка Пеллегріні   | 8 березня 2009    | Чемпіонат Італії                                                | Риччоне (Італія)                                              | [ 16 ] |
| 45  | 1:53.67 | Федеріка Пеллегріні   | 28 липня 2009     | Чемпіонат світу 2009                                            | Рим (Італія)                                                  |        |
| 46  | 1:52.98 | Федеріка Пеллегріні   | 29 липня 2009     | Чемпіонат світу 2009                                            | Рим (Італія)                                                  | link   |
| 47  | 1:52.85 | Моллі О'Каллаган      | 26 липня 2023     | Чемпіонат світу 2023                                            | Фукуока (Японія)                                              | [ 17 ] |
| 48  | 1:52.23 | Аріарн Тітмус         | 12 червня 2024    | Австралійські олімпійські випробування                          | Брісбен (Австралія)                                           | [ 18 ] |

### На короткій воді
| #  | Час     | Плавчиня              | Дата              | Змагання               | Місце                                         |               |
| -- | ------- | --------------------- | ----------------- | ---------------------- | --------------------------------------------- | ------------- |
| 1  | 1:55.84 | Францишка ван Альмсік | 9 січня 1993      | Кубок світу            | Пекін, КНР                                    | [ 19 ]        |
| 2  | 1:55.42 | Клаудія Полл          | 1 грудня 1995     | Чемпіонат світу        | Ріо-де-Жанейро, Ріо-де-Жанейро (Бразилія)     | [ 20 ]        |
| 3  | 1:54.17 | Клаудія Полл          | 18 квітня 1997    | Чемпіонат світу        | Гетеборг, Вестерйотланд (ландскап) (Швеція)   | [ 20 ]        |
| 4  | 1:54.04 | Ліндсі Бенко          | 7 квітня 2002     | Чемпіонат світу        | Москва, Центральний федеральний округ (Росія) | [ 21 ] [ 20 ] |
| 5  | 1:53.29 | Ліббі Тріккетт        | 19 листопада 2005 | Кубок світу            | Сідней, Новий Південний Уельс (Австралія)     | [ 22 ]        |
| 6  | 1:53.18 | Коралі Балмі          | 6 грудня 2008     | Чемпіонат Франції 2008 | Анже (Франція)                                | [ 23 ]        |
| 7  | 1:51.85 | Федеріка Пеллегріні   | 14 грудня 2008    | Чемпіонат Європи       | Рієка, Хорватія                               | [ 24 ]        |
| 8  | 1:51.17 | Федеріка Пеллегріні   | 13 грудня 2009    | Чемпіонат Європи       | Стамбул (Туреччина)                           | [ 25 ]        |
| 9  | 1:50.78 | Сара Шестрем          | 7 грудня 2014     | Чемпіонат світу        | Доха, Катар                                   | [ 26 ]        |
| 10 | 1:50.43 | Сара Шестрем          | 12 серпня 2017    | Кубок світу            | Ейндговен, Нідерланди                         | [ 27 ]        |
| 11 | 1:50.31 | Шівон Хогі            | 16 грудня 2021    | Чемпіонат світу        | Абу-Дабі, Об'єднані Арабські Емірати          | [ 28 ]        |

## Найкращі 25 за увесь час

### Чоловіки на довгій воді
- Актуально станом на грудень 2023[29]

| Міс. | Час     | Плавець                            | Дата              | Місце        | Пос.   |
| ---- | ------- | ---------------------------------- | ----------------- | ------------ | ------ |
| 1    | 1:42.00 | Пауль Бідерманн (GER)              | 28 липня 2009     | Рим          |        |
| 2    | 1:42.96 | Майкл Фелпс (USA)                  | 12 серпня 2008    | Пекін        |        |
| 3    | 1:42.97 | Давід Попович (ROU)                | 15 серпня 2022    | Рим          | [ 30 ] |
| 4    | 1:43.14 | Яннік Аньєль (FRA)                 | 30 липня 2012     | Лондон       |        |
| 5    | 1:43.90 | Данило Ізотов (RUS)                | 28 липня 2009     | Рим          |        |
| 6    | 1:44.06 | Ян Торп (AUS)                      | 25 липня 2001     | Фукуока      |        |
| 7    | 1:44.22 | Том Дін (GBR)                      | 27 липня 2021     | Токіо        | [ 31 ] |
| 8    | 1:44.26 | Данкан Скотт (GBR)                 | 27 липня 2021     | Токіо        | [ 31 ] |
| 9    | 1:44.30 | Метт Річардс (GBR)                 | 25 липня 2023     | Фукуока      | [ 32 ] |
| 10   | 1:44.38 | Данас Рапшис (LTU)                 | 17 серпня 2019    | Сінгапур     |        |
| 11   | 1:44.39 | Сунь Ян (CHN)                      | 25 липня 2017     | Будапешт     |        |
| 12   | 1:44.40 | Хван Сон У (KOR)                   | 27 вересня 2023   | Ханчжоу      | [ 33 ] |
| 13   | 1:44.44 | Раян Лохте (USA)                   | 26 липня 2011     | Шанхай       |        |
| 14   | 1:44.65 | Мацумото Кацухіро (JPN)            | 5 квітня 2021     | Токіо        | [ 34 ] |
| 14   | 1:44.65 | Пань Чжаньле (CHN)                 | 4 травня 2023     | Ханчжоу      | [ 35 ] |
| 16   | 1:44.66 | Фернандо Шеффер (BRA)              | 27 липня 2021     | Токіо        | [ 31 ] |
| 17   | 1:44.74 | Кіаран Сміт (USA)                  | 28 липня 2021     | Токіо        |        |
| 18   | 1:44.79 | Малютін Мартин Володимирович (RUS) | 21 травня 2021    | Будапешт     |        |
| 18   | 1:44.79 | Лукас Мертенс (GER)                | 28 липня 2023     | Фукуока      | [ 36 ] |
| 18   | 1:44.79 | Максімілліан Джульяні (AUS)        | 12 грудня 2023    | Брисбен      | [ 37 ] |
| 21   | 1:44.80 | Пак Тхе Хван (KOR)                 | 13 листопада 2010 | Гуанчжоу     |        |
| 22   | 1:44.87 | Лук Гобсон (USA)                   | 24 липня 2023     | Фукуока      | [ 38 ] |
| 23   | 1:44.89 | Пітер ван ден Гогенбанд (NED)      | 2 серпня 2002     | Берлін       |        |
| 24   | 1:44.90 | Clyde Lewis (AUS)                  | 22 липня 2019     | Кванджу      |        |
| 25   | 1:44.95 | Девід Волтерс (USA)                | 7 липня 2009      | Індіанаполіс |        |
| 25   | 1:44.95 | Ріккі Беренс (USA)                 | 31 липня 2009     | Рим          |        |

#### Нотатки
Нижче подано список інших часів, однакових або кращих за 1:44.95:
- Пауль Бідерманн проплив ще за 1:42.81 (2009), 1:43.65 (2009), 1:44.02 (2009), 1:44.71 (2009), 1:44.88 (2009, 2011).
- Давід Попович проплив ще за 1:43.21 (2022), 1:44.40 (2022), 1:44.68 (2021), 1:44.70 (2023), 1:44.90 (2023), 1:44.91 (2022).
- Майкл Фелпс проплив ще за 1:43.22 (2009), 1:43.31 (2008), 1:43.86 (2007), 1:44.10 (2008), 1:44.23 (2009), 1:44.49 (2009), 1:44.79 (2011).
- Яннік Аньєль проплив ще за 1:44.20 (2013), 1:44.42 (2012).
- Том Дін проплив ще за 1:44.32 (2023), 1:44.58 (2021), 1:44.93 (2023).
- Хван Сон У проплив ще за 1:44.42 (2023), 1:44.47 (2022), 1:44.61 (2023), 1:44.62 (2021), 1:44.67 (2022), 1:44.75 (2024).
- Данкан Скотт проплив ще за 1:44.47 (2021), 1:44.60 (2021), 1:44.91 (2019).
- Сунь Ян проплив ще за 1:44.47 (2013), 1:44.63 (2016), 1:44.65 (2016), 1:44.82 (2016), 1:44.91 (2017), 1:44.93 (2012, 2019).
- Ян Торп проплив ще за 1:44.69 (2001), 1:44.71 (2002, 2004), 1:44.75 (2002).
- Метт Річардс проплив ще за 1:44.83 (2023).
- Пак Тхе Хван проплив ще за 1:44.85 (2008), 1:44.92 (2011), 1:44.93 (2012).
- Данило Ізотов проплив ще за 1:44.87 (2013).

### Чоловіки на короткій воді
- Актуально станом на грудень 2023[39]

| Міс. | Час     | Плавець                         | Дата              | Місце           | Пос.   |
| ---- | ------- | ------------------------------- | ----------------- | --------------- | ------ |
| 1    | 1:39.37 | Пауль Бідерманн (GER)           | 15 листопада 2009 | Берлін          |        |
| 2    | 1:39.70 | Яннік Аньєль (FRA)              | 15 листопада 2012 | Анже            |        |
| 3    | 1:39.72 | Хван Сон У (KOR)                | 18 грудня 2022    | Мельбурн        | [ 40 ] |
| 4    | 1:40.08 | Данило Ізотов (RUS)             | 13 грудня 2009    | Стамбул         |        |
| 5    | 1:40.25 | Данкан Скотт (GBR)              | 22 листопада 2020 | Будапешт        |        |
| 6    | 1:40.49 | Тавнлі Гаас (USA)               | 22 листопада 2020 | Будапешт        |        |
| 7    | 1:40.65 | Метью Сейтс (RSA)               | 3 жовтня 2021     | Берлін          | [ 41 ] |
| 8    | 1:40.79 | Давід Попович (ROU)             | 18 грудня 2022    | Мельбурн        | [ 40 ] |
| 9    | 1:40.80 | Брент Гейден (CAN)              | 15 листопада 2009 | Берлін          |        |
| 9    | 1:40.80 | Кемерон Макевой (AUS)           | 25 листопада 2015 | Сідней          |        |
| 11   | 1:40.82 | Кайл Чалмерс (AUS)              | 3 жовтня 2021     | Берлін          | [ 41 ] |
| 12   | 1:40.85 | Данас Рапшис (LTU)              | 14 грудня 2017    | Копенгаген      |        |
| 13   | 1:40.86 | Том Дін (GBR)                   | 18 грудня 2022    | Мельбурн        | [ 40 ] |
| 14   | 1:40.89 | Даріан Таунсенд (RSA)           | 15 листопада 2009 | Берлін          |        |
| 15   | 1:41.01 | Олександр Щоголєв (RUS)         | 19 листопада 2021 | Ейндховен       | [ 42 ] |
| 15   | 1:41.01 | Метью Річардс (GBR)             | 9 грудня 2023     | Отопень         | [ 43 ] |
| 17   | 1:41.03 | Пак Тхе Хван (KOR)              | 7 грудня 2016     | Віндзор         |        |
| 17   | 1:41.03 | Домінік Козма (HUN)             | 7 серпня 2017     | Берлін          |        |
| 19   | 1:41.04 | Кіаран Сміт (плавець) (USA)     | 16 грудня 2022    | Мельбурн        | [ 44 ] |
| 20   | 1:41.08 | Раян Лохте (USA)                | 15 грудня 2010    | Дубай           |        |
| 21   | 1:41.10 | Ян Торп (AUS)                   | 6 лютого 2000     | Берлін          |        |
| 22   | 1:41.12 | Джеймс Ґай (GBR)                | 9 грудня 2023     | Отопень         | [ 43 ] |
| 23   | 1:41.15 | Блейк П'єроні (USA)             | 17 листопада 2018 | Сінгапур        |        |
| 24   | 1:41.25 | Гірьов Іван Олександрович (RUS) | 18 грудня 2022    | Санкт-Петербург | [ 45 ] |
| 25   | 1:41.29 | Мацумото Кацухіро (JPN)         | 18 грудня 2022    | Мельбурн        | [ 46 ] |

#### Нотатки
Нижче подано список інших часів, однакових або кращих за 1:41.29:
- Пауль Бідерманн проплив ще за 1:39.81 (2009), 1:40.83 (2008).
- Данкан Скотт проплив ще за 1:40.76 (2020), 1:40.92 (2019).
- Данило Ізотов проплив ще за 1:40.87 (2009).
- Метью Сейтс проплив ще за 1:40.88 (2022).
- Данас Рапшис проплив ще за 1:40.95 (2018), 1:41.12 (2019), 1:41.15 (2023), 1:41.17 (2021), 1:41.23 (2020).
- Кайл Чалмерс проплив ще за 1:40.98 (2022), 1:41.09 (2022).
- Том Дін проплив ще за 1:40.98 (2022).
- Хван Сон У проплив ще за 1:40.99 (2022), 1:41.17 (2021).
- Раян Лохте проплив ще за 1:41.17 (2012).
- Яннік Аньєль проплив ще за 1:41.26 (2013).

### Жінки на довгій воді
- Актуально станом на лютий 2024[47]

| міс. | Час     | Плавчиня                  | Дата            | Місце            | Пос.   |
| ---- | ------- | ------------------------- | --------------- | ---------------- | ------ |
| 1    | 1:52.85 | Моллі О'Каллаган (AUS)    | 26 липня 2023   | Фукуока          | [ 48 ] |
| 2    | 1:52.98 | Федеріка Пеллегріні (ITA) | 29 липня 2009   | Рим              |        |
| 3    | 1:53.01 | Аріарн Тітмус (AUS)       | 26 липня 2023   | Фукуока          | [ 48 ] |
| 4    | 1:53.61 | Еллісон Шмітт (USA)       | 31 липня 2012   | Лондон           |        |
| 5    | 1:53.65 | Саммер Макінтош (CAN)     | 26 липня 2023   | Фукуока          | [ 48 ] |
| 6    | 1:53.73 | Кейті Ледекі (USA)        | 9 серпня 2016   | Ріо-де-Жанейро   |        |
| 7    | 1:53.92 | Шівон Хогі (HKG)          | 28 липня 2021   | Токіо            | [ 49 ] |
| 8    | 1:54.08 | Сара Шестрем (SWE)        | 9 серпня 2016   | Ріо-де-Жанейро   |        |
| 9    | 1:54.26 | Тан Мухань (CHN)          | 22 вересня 2021 | Сіань            | [ 50 ] |
| 10   | 1:54.37 | Ян Цзюньсюань (CHN)       | 29 липня 2021   | Токіо            | [ 51 ] |
| 11   | 1:54.44 | Тейлор Рак (CAN)          | 9 серпня 2018   | Токіо            |        |
| 12   | 1:54.55 | Емма Маккеон (AUS)        | 11 червня 2019  | Брисбен          |        |
| 13   | 1:54.66 | Камій Мюффа (FRA)         | 6 червня 2012   | Кане-ан-Руссійон |        |
| 14   | 1:54.68 | Фемке Гемскерк (NED)      | 3 квітня 2015   | Ейндговен        |        |
| 15   | 1:54.70 | Пенні Олексяк (CAN)       | 28 липня 2021   | Токіо            | [ 49 ] |
| 16   | 1:54.81 | Міссі Франклін (USA)      | 31 липня 2013   | Барселона        |        |
| 17   | 1:54.85 | Ікее Рікако (JPN)         | 9 серпня 2018   | Токіо            |        |
| 18   | 1:54.95 | Шарлотт Бонне (FRA)       | 6 серпня 2018   | Глазго           |        |
| 19   | 1:54.97 | Сара Ісакович (SLO)       | 13 серпня 2008  | Пекін            |        |
| 20   | 1:55.05 | Пан Цзяїн (CHN)           | 13 серпня 2008  | Пекін            |        |
| 21   | 1:55.08 | Вероніка Андрусенко (RUS) | 25 липня 2017   | Будапешт         |        |
| 22   | 1:55.25 | Бронті Берретт (AUS)      | 9 серпня 2016   | Ріо-де-Жанейро   |        |
| 22   | 1:55.25 | Шень До (CHN)             | 9 серпня 2016   | Ріо-де-Жанейро   |        |
| 24   | 1:55.26 | Клер Вайнстайн (USA)      | 28 червня 2023  | Індіанаполіс     | [ 52 ] |
| 25   | 1:55.29 | Дана Воллмер (USA)        | 28 липня 2009   | Рим              |        |
| 25   | 1:55.29 | Дана Воллмер (USA)        | 30 липня 2009   | Рим              |        |

#### Нотатки
Нижче подано список інших часів, однакових або кращих за 1:55.29:
- Аріарн Тітмус пропливла ще за 1:53.09 (2021), 1:53.31 (2022), 1:53.50 (2021), 1:53.89 (2022), 1:54.14 (2023), 1:54.27 (2019), 1:54.30 (2019), 1:54.51 (2021), 1:54.64 (2023), 1:54.66 (2019, 2022), 1:54.82 (2021), 1:54.85 (2018), 1:55.09 (2019), 1:55.27 (2018), 1:55.28 (2023).
- Моллі О'Каллаган пропливла ще за 1:53.66 (2023), 1:53.83 (2023), 1:54.01 (2022), 1:54.36 (2023), 1:54.91 (2023), 1:54.94 (2022), 1:55.11 (2021), 1:55.15 (2023), 1:55.22 (2022), 1:55.27 (2023).
- Федеріка Пеллегріні пропливла ще за 1:53.67 (2009), 1:54.22 (2019), 1:54.47 (2009), 1:54.55 (2016), 1:54.73 (2017), 1:54.82 (2008), 1:55.00 (2015), 1:55.14 (2013, 2019), 1:55.18 (2016).
- Саммер Макінтош пропливла ще за 1:53.91 (2023), 1:54.13 (2023), 1:54.67 (2023), 1:54.79 (2022), 1:55.04 (2023), 1:55.24 (2022).
- Шівон Хогі пропливла ще за 1:53.96 (2023), 1:54.08 (2023), 1:54.12 (2023), 1:54.20 (2023), 1:54.77 (2023), 1:54.89 (2021, 2024), 1:54.98 (2019), 1:55.03 (2023), 1:55.04 (2023), 1:55.16 (2021), 1:55.21 (2020).
- Сара Шестрем пропливла ще за 1:54.31 (2015), 1:54.34 (2016), 1:54.65 (2016), 1:54.77 (2015), 1:54.78 (2019), 1:54.87 (2016), 1:55.04 (2014), 1:55.05 (2015), 1:55.10 (2023), 1:55.14 (2019), 1:55.23 (2012).
- Кейті Ледекі пропливла ще за 1:54.40 (2021), 1:54.43 (2016), 1:54.50 (2022), 1:54.56 (2018), 1:54.59 (2020), 1:54.60 (2018), 1:54.66 (2022), 1:54.69 (2017), 1:54.81 (2016), 1:54.82 (2016), 1:54.84 (2017), 1:54.85 (2016), 1:54.88 (2016), 1:54.96 (2023), 1:55.01 (2016), 1:55.10 (2016), 1:55.11 (2021), 1:55.15 (2018, 2022), 1:55.16 (2014, 2015, 2018), 1:55.18 (2017), 1:55.21 (2021), 1:55.28 (2021, 2023).
- Еллісон Шмітт пропливла ще за 1:54.40 (2012), 1:54.96 (2009), 1:55.04 (2012).
- Ян Цзюньсюань пропливла ще за 1:54.48 (2021), 1:54.57 (2021), 1:54.70 (2021), 1:54.92 (2022), 1:54.98 (2020), 1:55.01 (2021), 1:55.05 (2021).
- Емма Маккеон пропливла ще за 1:54.74 (2021), 1:54.83 (2016), 1:54.92 (2016), 1:54.99 (2017), 1:55.18 (2017).
- Тейлор Рак пропливла ще за 1:54.81 (2018).
- Камій Мюффа пропливла ще за 1:54.87 (2012), 1:55.21 (2012).
- Ікее Рікако пропливла ще за 1:55.04 (2018).
- Міссі Франклін пропливла ще за 1:55.06 (2011).
- Фемке Гемскерк пропливла ще за 1:55.22 (2015).
- Вероніка Андрусенко пропливла ще за 1:55.26 (2017).

### Жінки на короткій воді
- Актуально станом на грудень 2023[53]

| Міс. | Час     | Плавчиня                  | Дата              | Місце        | Пос.   |
| ---- | ------- | ------------------------- | ----------------- | ------------ | ------ |
| 1    | 1:50.31 | Шівон Хогі (HKG)          | 16 грудня 2021    | Абу-Дабі     | [ 54 ] |
| 2    | 1:50.43 | Сара Шестрем (SWE)        | 12 серпня 2017    | Ейндговен    |        |
| 3    | 1:51.17 | Федеріка Пеллегріні (ITA) | 13 грудня 2009    | Стамбул      |        |
| 4    | 1:51.18 | Катінка Хоссу (HUN)       | 7 грудня 2014     | Доха         |        |
| 5    | 1:51.25 | Лі Бінцзє (CHN)           | 28 жовтня 2022    | Пекін        | [ 55 ] |
| 6    | 1:51.38 | Аріарн Тітмус (AUS)       | 11 грудня 2018    | Ханчжоу      |        |
| 7    | 1:51.61 | Ян Цзюньсюань (CHN)       | 28 жовтня 2022    | Пекін        | [ 55 ] |
| 8    | 1:51.65 | Камій Мюффа (FRA)         | 15 листопада 2012 | Анже         |        |
| 9    | 1:51.66 | Емма Маккеон (AUS)        | 25 листопада 2018 | Сідней       |        |
| 10   | 1:51.67 | Еллісон Шмітт (USA)       | 19 грудня 2009    | Манчестер    |        |
| 11   | 1:51.69 | Фемке Гемскерк (NED)      | 7 грудня 2014     | Доха         |        |
| 12   | 1:51.81 | Меллорі Комерфорд (USA)   | 11 грудня 2018    | Ханчжоу      |        |
| 13   | 1:51.87 | Фрея Андерсон (GBR)       | 22 листопада 2020 | Будапешт     |        |
| 14   | 1:52.10 | Кейті Ледекі (USA)        | 4 листопада 2022  | Індіанаполіс | [ 56 ] |
| 15   | 1:52.15 | Ребекка Сміт (CAN)        | 14 грудня 2022    | Мельбурн     |        |
| 16   | 1:52.19 | Шарлотт Бонне (FRA)       | 16 грудня 2017    | Копенгаген   |        |
| 17   | 1:52.23 | Медісон Вілсон (AUS)      | 4 листопада 2022  | Індіанаполіс | [ 56 ] |
| 18   | 1:52.28 | Марріт Стінберген (NED)   | 18 грудня 2022    | Мельбурн     |        |
| 19   | 1:52.46 | Вероніка Андрусенко (RUS) | 5 грудня 2015     | Нетанья      |        |
| 20   | 1:52.50 | Тейлор Рак (CAN)          | 6 грудня 2016     | Віндзор      |        |
| 21   | 1:52.52 | Мелані Коста (ESP)        | 10 серпня 2013    | Берлін       |        |
| 21   | 1:52.52 | Меделін Гровз (AUS)       | 30 серпня 2016    | Берлін       |        |
| 23   | 1:52.56 | Erin Gemmell (USA)        | 18 грудня 2022    | Мельбурн     |        |
| 24   | 1:52.59 | Кайла Санчес (CAN)        | 21 грудня 2018    | Лозанна      |        |
| 24   | 1:52.59 | Белла Сімс (USA)          | 4 листопада 2022  | Індіанаполіс | [ 56 ] |

#### Нотатки
Нижче подано список інших часів, однакових або кращих за 1:52.59:
- Шівон Хогі пропливла ще за 1:50.65 (2021), 1:50.66 (2021), 1:51.04 (2021), 1:51.11 (2020), 1:51.13 (2022), 1:51.17 (2021), 1:51.19 (2020, 2022), 1:51.36 (2020, 2022), 1:51.42 (2020), 1:51.67 (2020), 1:51.88 (2020), 1:51.99 (2019), 1:52.25 (2021), 1:52.50 (2021).
- Сара Шестрем пропливла ще за 1:50.78 (2014), 1:51.44 (2014), 1:51.56 (2017), 1:51.60 (2017), 1:51.63 (2017), 1:51.77 (2017), 1:51.92 (2018), 1:52.00 (2017), 1:52.25 (2018), 1:52.26 (2013), 1:52.35 (2018), 1:52.58 (2011).
- Катінка Хоссу пропливла ще за 1:51.41 (2014), 1:51.44 (2014), 1:51.50 (2014), 1:51.84 (2014), 1:52.08 (2016), 1:52.25 (2014), 1:52.28 (2016), 1:52.32 (2013), 1:52.45 (2014), 1:52.55 (2014)).
- Федеріка Пеллегріні пропливла ще за 1:51.63 (2017), 1:51.73 (2016), 1:51.85 (2008), 1:51.89 (2015), 1:52.05 (2017), 1:52.33 (2009).
- Фемке Гемскерк пропливла ще за 1:51.72 (2014), 1:51.91 (2018), 1:52.04 (2018), 1:52.22 (2018), 1:52.23 (2017), 1:52.24 (2017, 2020), 1:52.25 (2013), 1:52.36 (2018), 1:52.42 (2010, 2017), 1:52.46 (2014), 1:52.53 (2015), 1:52.54 (2014), 1:52.57 (2018).
- Емма Маккеон пропливла ще за 1:51.83 (2020), 1:52.40 (2013), 1:52.49 (2015), 1:52.59 (2014).
- Еллісон Шмітт пропливла ще за 1:52.08 (2011), 1:52.17 (2020).
- Фрея Андерсон пропливла ще за 1:52.16 (2023).
- Камій Мюффа пропливла ще за 1:52.20 (2012), 1:52.28 (2012), 1:52.29 (2010).
- Аріарн Тітмус пропливла ще за 1:52.22 (2018).
- Кейті Ледекі пропливла ще за 1:52.31 (2022).
- Шарлотт Бонне пропливла ще за 1:52.36 (2018).
- Меллорі Комерфорд пропливла ще за 1:52.52 (2018).
- Медісон Вілсон пропливла ще за 1:52.55 (2022).